# Kavaguči
Jezero Kavaguči (japonsko 河口湖, latinizirano: Kavaguči-ko, dob. 'estuarijsko jezero') pripada mestu Fudžikavagučiko v južni prefekturi Jamanaši blizu gore Fudži na Japonskem. Po površini je drugo največje od petih jezer Fudži in je na najnižji nadmorski višini. Je na nadmorski višini približno 800 metrov, kar je razlog za razmeroma hladna poletja in pogosto ledene zime. Ima tudi najdaljšo obalo med vsemi petimi jezeri Fudži. Največja globina vode pa je skoraj enaka jezeru Šodži in meri 14,6 metra. V središču jezera je majhen otok, imenovan Otok kormoranov. 
Jezero je znotraj meja narodnega parka Fuji-Hakone-Izu.
Jezero nima naravnega izliva, kar je povzročalo poplavljanje naselij na njegovih obalah in je bilo problem vse do izgradnje kanala, dokončanega leta 1914, da bi ga povezali s pritokom reke Sagami. Po drugi strani pa je v vasi Niikura (današnja Nikura, mesto Fudžijošida) na vzhodu gore prepustna planota lave in je oskrba z vodo problem, zato je obstajala potreba po razvoju namakalnih kanalov.
Kot pri drugih petih jezerih Fudži je območje priljubljeno letovišče s številnimi hoteli ob jezeru, objekti za jadranje na deski, kampi in izletniškimi čolni. V obdobju Meidži so v jezero naselili japonskega belega krapa (Carassius cuvieri) in vakasagija (Hypomesus nipponensis), zato je priljubljen tudi športni ribolov. Jezero je uradno priznano kot destinacija za rekreacijski ribolov brancina, poleg njega pa so priljubljeni staleži postrvi. Vendar pa je velika količina mehkih vab, ki so ostale na dnu jezera, postala problem, zato so leta 2007, po jezeru Aši uporaba mehkih vab prepovedali.
Jezero Kavaguči je med turisti najbolj priljubljeno izmed petih jezer Fudži in ima najbolj razvito turistično infrastrukturo. Območje služi tudi kot glavno središče za tiste, ki se želijo povzpeti na goro Fudži med plezalno sezono (julij in avgust), priljubljeno pa je tudi med fotografi zaradi panoramskega pogleda na goro z obale.
Leta 2013 je bilo jezero dodano na seznam svetovne dediščine kot del kulturnega območja Fudžisan pon naslovom "Gora Fudži - sveto mesto in vir umetnosti".
Eden najboljših načinov za obisk jezera iz Tokia je Limited Express Fuji Excursion, ki ga upravlja JR. Vlak vozi do trikrat na dan s postaje Šindžuku.
Območje je prav tako oskrbovano s pogostimi avtocestnimi avtobusi z različnih lokacij v Tokiu, vključno z avtobusnim terminalom hitre ceste Šindžuku, postajo Tokio, mestom Šibuja Mark itd. Večino teh storitev upravlja Fudži Kjuko.

## Zgodovina
864 - Jezero Kavaguči nastane, ko tok lave Kenmarubi zajezi drenažno reko Curugi
1274 - Ustvari se temelj z lavo Funacu; zgradijo rezidenco templja Kavakubo 
1469 - Usta so zamašena 
1559 - Izginotje rezidence templja Kavakubo 
1675 (3. leto Enpō) – Rečeno je, da se je začela gradnja prekopa Nikura. 
1865 (Gendži 2. leto) - voda steče skozi prekop Nikura.  
Avgust 1949 - Izletniška ladja s presežno zmogljivostjo se prevrne na jezeru. 16 mrtvih 

## V popularni kulturi
Jezero Kavaguči se pojavi v reprezentativnem delu romanopisca Juničira Tanizakija (1886-1965) Sasamejuki. Prvi in drugi del »Sasecu« sta bila objavljena v Čuokoronu januarja in marca 1943, vendar je bila nadaljnja serijska izdaja prekinjena po ukazu vojaškega oddelka za tisk. Po koncu vojne je prvi zvezek »Sasecu« izdal Čuokoronša avgusta 1946, drugi zvezek pa februarja 1947.
30. maja 1996 je bil na obali jezera Kavaguči, tik pred hotelom Fudži View, slovesno postavljen literarni spomenik z vpisanim odlomkom iz »Sasecu«.

## Galerija
- Gora Fudži in jezero Kavaguči
- Gora Fudži in postaja Kavagučiko
- Vzhodni del
- Hokusai
- Most Kavagučiko
- Cvetoče japonske češnje
- Jesen
- ladja Ensoleille